# Papilio mechowi
Papilio mechowi é uma borboleta da família Papilionidae encontrada em África.

## Subespécies
- Papilio mechowi mechowi
- Papilio mechowi whitnalli

## Taxonomia
Os membros do clado são:
- Papilio cyproeofila Butler, 1868
- Papilio fernandus Fruhstorfer, 1903
- Papilio filaprae Suffert, 1904
- Papilio gallienus Distant, 1879
- Papilio mechowi Dewitz, 1881
- Papilio mechowianus Dewitz, 1885
- Papilio nobicea Suffert, 1904
- Papilio zenobia Fabricius, 1775

## Status
É considerada comum e não ameaçada.

## Ecozona
Ecozona Afrotrópica.

## Etimologia
P. mechowi foi nomeada em honra a Friedrich Wilhelm Alexander von Mechow.